# Камбу де Куален, Пьер-Арман дю

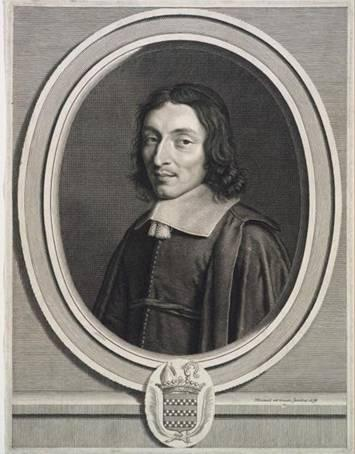
Гравюра П.-А. Камбу де Куаслена работы Р. Нантёйля. 1660

Пьер-Арман дю Камбу де Куален (фр. Pierre-Armand du Cambout de Coislin); 14 ноября 1636, Париж, королевство Франция — 5 февраля 1706, Версаль, королевство Франция) — французский кардинал, богослов, доктор богословия, с 1688 года — командор Ордена Святого Духа. Епископ Орлеана с 29 марта 1666 по 5 февраля 1706. Великий раздатчик милостыни Франции с 15 декабря 1700 по 5 февраля 1706. Кардинал-священник с 22 июля 1697, с титулом церкви Сантиссима-Тринита-аль-Монте-Пинчо с 30 марта 1700.

## Биография
Родился в аристократической бретонской семье. Сын маркиза, генерал-лейтенанта королевских войск Франции, генерал-полковника Швейцарии Пьера-Сезара дю Камбу, внук канцлера Франции Пьера де Сегье, дядя епископа Мецкого Анри Шарля дю Камбу де Куалена.
Благодаря содействию родственников в возрасте семи лет был назначен коммендатарный аббат аббатства Сен-Виктор в Париже (1643). В одиннадцать лет стал каноником Парижа.
Учился в университете Сорбонны в Париже, где получил степень доктора богословия.
В двадцать три года (1663) получил титул первого королевского капеллана.
24 мая 1665 года назначен королём Франции Людовиком XIV епископом Орлеана. С 1666 до смерти в 1706 году служил Епископом Орлеана.
В 1697 году папа Иннокентий XII назначил его кардинал-священником.
Участвовал в конклаве 1700 года, на котором избрали папу Климента XI. 30 марта 1700 года Климент XI даровал ему титулярную церковь Сантиссима-Тринита-аль-Монте-Пинчо.
В том же году стал и до конца своей жизни был Великим капелланом Франции, руководил духовным домом королевского двора («Maison ecclésiastique du roi de France»).
Похоронен в Орлеанском соборе.